# Champlon (Meuse)
Pour les articles homonymes, voir Champlon.
Champlon  est une commune associée du département de la Meuse, en région Grand Est.

## Géographie
Le village est traversé par la rivière du Longeau

## Histoire
La commune de Champlon fut réunie en 1972 à celle de Saulx-lès-Champlon.

## Politique et administration
| Période                                  | Période  | Identité        | Étiquette | Qualité |
| ---------------------------------------- | -------- | --------------- | --------- | ------- |
| 2008                                     | En cours | Nadine Lacaille |           |         |
| Les données manquantes sont à compléter. |          |                 |           |         |

## Démographie
| 1926 | 1936 | 1946 | 1954 | 1962 | 1968 |
| ---- | ---- | ---- | ---- | ---- | ---- |
| 35   | 47   | 37   | 43   | 34   | 29   |